# Crown of the North
Europa Universalis: Crown of the North (альтернативное название Svea Rike 3) — компьютерная игра (жанр — глобальная стратегия), разработанная шведской студией Paradox Entertainment в 2003 год. Является продолжением Svea Rike и Svea Rike II и имеет свое собственное продолжение Two Thrones. Является наследником игры Europa Universalis. Отличается стратегической глубиной и исторической достоверностью. В России была локализована студией Snowball.ru под названием «Варяги: Северные дружины».

## Геймплей
Действие игры происходит в реальном времени, однако скорости реакции от игрока не требуется, так как в любой момент игры можно поставить паузу. Игра происходит на схематично изображённой карте Скандинавского полуострова и прибрежных земель Польши, Прибалтики и России. Карта разбита на более 40 морских и наземных провинций. Время действия игры — с 1275 по 1340 год.
Играющий может взять под управление один из 6 претендентов на власть:
- Эрик V — правитель Дании,
- Магнус Ладулос — король Швеции,
- Хакон V Святой — король Норвегии,
- Эрик — средний сын Магнуса Ладулоса,
- Вальдемар I Биргерссон — младший сын Магнуса Ладулоса,
- Стиг Андерссон — маршал короля Швеции.

Под их контролем находятся экономика страны, формирование армий и флотов и управление ими, дипломатия, постройка зданий. Также ему приходится балансировать между 4 классами: крестьяне, дворяне, духовенство, горожане, принимая те или иные указы и решая их прошения.
Кроме игрока и претендентов, существуют дворянские роды, владеющие провинциями. Обычно они относятся к игроку нейтрально, и являются основным объектом экспансии участников игры. Хотя, кроме них, есть крупные государства (Тевтонский Орден и Новгород), которые весьма опасны из-за своих больших армий.
Игрок сам может выбрать цель перед началом игры. По умолчанию этой целью является набор наибольшего количества очков к дате окончания игры в 1340 или поражение остальных противников. Очки выдаются за различные достижения в игре.

## Экономика
В игре существует 2 основных ресурса: зерно и серебро, которые используются для создания армии, флота и постройки зданий.
Зерно добывается на фермах, его количество увеличивается с повышением уровня здания.
Серебро добывается в городе и на рынке, его количество увеличивается с повышением уровня здания.

## Инфраструктура

Игровой процесс

В игре существует 7—8 (в прибрежных провинциях) зданий. Все они могут развиваться до 10 уровня, открывая доступ к новым войскам и уровням зданий. У производственных зданий также уменьшается время на создание войск.
- Крепостная стена — показатель обороны провинции.
- Город — место получения налоговых сборов, дающих серебро.
- Ферма — место производства зерна. Является местом для указов, направленных на крестьян.
- Рынок — необходим для найма арбалетчиков и ландскнехтов, также даёт серебро. Является местом для указов, направленных на горожан.
- Церковь — требуется для постройки других зданий. Является местом для указов, направленных на духовенство.
- Замок — место найма всадников и рыцарей. Является местом для указов, направленных на дворянство.
- Военный лагерь — место найма пехоты (пехотинцы, арбалетчики и ландскнехты).
- Гавань — место найма флота (лодки, коги и каравеллы).

## Армия
В игре существует 8 типов войск, из них 5 — сухопутные войска и 3 — морские силы. У каждого вида существуют как положительные, так и отрицательные свойства.

### Сухопутные силы
Войска производятся в военном лагере (пехота) и замке (кавалерия).
В военном лагере производятся:
- Пехотинец,
- Ландскнехт,
- Арбалетчик.

В замке производятся:
- Всадники,
- Рыцари.

### Флот
Роль флота в игре очень важна, так как нет иного способа передвижения по морю и сражений на нём, как корабли, которые производятся в гавани.
Всего их 3 вида:
- Лодка,
- Ког,
- Каравелла.

## Дипломатия
Игрок имеет возможность с помощью дипломатии заключать союзы, предлагать династические браки, принести дары, объявлять войну и оскорбить.

## Рецензии
| Сводный рейтинг | Сводный рейтинг |
| Агрегатор       | Оценка          |
| --------------- | --------------- |
| GameRankings    | 68,00 %         |

### Российской игровой прессы
Крупнейший российский портал игр Absolute Games поставил игре 40 %. Обозреватель отметил красивую графику. К недостаткам был отнесены слабый искусственный интеллект. Вердикт: «Итог печален. Стратегическая игра лишена всего стратегического. Нет статистики, графиков и отчетов, симулирующих процесс управления государством. Удивляюсь, как разработчики „Европы“, вторая часть которой заслуженно получила „Наш выбор“, додумались выпустить немощную Crown of the North. Кризис, наверное. Творческий».